# Eric Idle
Eric Idle (født i England den 29. marts 1943) er en engelsk komiker, skuespiller, instruktør, forfatter, sangskriver og guitarist. Han er hovedsageligt kendt som medlem af den britiske komikergruppe Monty Python. En af hans mest berømte scener med gruppen er fra filmen Life of Brian, hvor han fra sit kors sang for på "Always look on the bright side of life".